# Wesseling
Wesseling è una città di 37 519 abitanti della Renania Settentrionale-Vestfalia, in Germania.
Appartiene al distretto governativo (Regierungsbezirk) di Colonia ed al circondario (Kreis) del Reno-Erft (targa BM).
Wesseling si fregia del titolo di "Media città di circondario" (Mittlere kreisangehörige Stadt).